# 強化プラスチック成形技能士
強化プラスチック成形技能士（きょうかぷらすちっくせいけいぎのうし）とは、国家資格である技能検定制度の一種で、都道府県知事（問題作成等は中央職業能力開発協会、試験の実施等は都道府県職業能力開発協会）が実施する、強化プラスチック成形に関する学科及び実技試験に合格した者をいう。
なお職業能力開発促進法により、強化プラスチック成形技能士資格を持っていないものが強化プラスチック成形技能士と称することは禁じられている。

## 区分
強化プラスチック成形の中で手積み積層成形作業、吹付け積層成形作業、積層防食作業に分かれる。

## 級別
強化プラスチック成形の中で手積み積層成形作業、吹付け積層成形作業、積層防食作業ともに1級、2級の別がある。

## 実技作業試験内容

### 強化プラスチック成形(手積み積層成形作業)
- 1級：成形型は、円筒部分をセットし、フランジ部分は分離した状態で支給する。成形型に離型処理を施してからゲルコート用樹脂を塗布する。実技試験問題の仕様及び製品図に基づいてガラスマット及びロービングクロスを裁断し、これを積層用の不飽和ポリエステル樹脂により手積み積層成形を行う。積層品は硬化後に脱型し、正寸トリム、穴開け加工を行い、仕上がり製品を作業記録票とともに提出させるものである。試験時間＝5時間30分
- 2級：支給された成形型に離型処理を施してからゲルコート用樹脂を塗布する。実技試験問題に示す「ガラス繊維裁断寸法図」に従ってガラスマット及びロービングクロスを裁断し、これを仕様及び製品図に基づいて積層用の不飽和ポリエステル樹脂により手積み積層成形を行う。積層品は硬化後に脱型し、正寸トリム、仕上がり製品を作業記録票とともに提出させるものである。試験時間＝4時間30分

### 強化プラスチック成形(吹付け積層成形作業)
- 1級
- 2級

### 強化プラスチック成形(積層防食作業)
課題Aか課題Bのいずれかを選択
- 1級：試験台の床面、立ち上り面、コンクリート面、鋼板面、コーナ、円柱及び天井面の積層防食作業を行い、作業記録書を提出する。試験時間＝6時間
  - 課題A：ビニルエステル樹脂積層防食
  - 課題B：エポキシ樹脂積層防食
- 2級：試験台の床面、立ち上り面、コンクリート面、鋼板面、コーナ及び天井面の積層防食作業を行い、作業記録書を提出する。試験時間＝5時間30分
  - 課題A：ビニルエステル樹脂積層防食
  - 課題B：エポキシ樹脂積層防食